# Pediocactus
Pediocactus je rod severoamerických, menších až středně velkých, kulovitých kaktusů z klimaticky extrémních nalezišť. Pěstitelsky málo významný rod, ale velmi ceněný specialisty. Některé druhy jsou v Česku zimovzdorné.

## Výskyt
Vyskytují se v pásu států Washington, Oregon, Idaho, okrajově Montana, Wyoming, Nevada, Utah, Colorado, Arizona a New Mexico, na klimaticky extrémních nalezištích na Coloradské plošině, v Skalnatých horách, v údolí řeky Columbia, ve Velké kotlině (Great Basin) a na prériích Velkých pláních. Velké druhy obývají spíše travnaté terény, kde rostou v hlinitých nánosech. Mnoho malých druhů obývá říční údolí, kde rostou v nánosech písku, oblázků a chudé prsti. Vyskytují se ve výškách od 1 000 až do 3 600 m n. m. P simpsonii je hojným druhem na rozlehlém areálu středoamerických plání (státy Idaho, Wyoming, Nevada, Utah, Colorado a New Mexico). Větší areál výskytu má ještě P. nigrispinus na trojmezí států Oregon, Idaho a Washington. Ostatní druhy jsou endemické, nacházejí se jen na několika omezených lokalitách.
Srážky na nalezištích se pohybují v rozmezí 250 až 500 mm/rok. Jsou zde extrémní teplotní rozdíly až od – 30 do 45 °C. Některé malé druhy jsou geofytické, přežívají nepříznivé období zatažené do šachtiček vzniklých svraštěním protáhlého stonku pod úroveň terénu.

## Popis
Stonek většinou soliterní, protáhle kulovitý. U miniaturních druhů (P. bradyi, P. despainii, P. knowltonii, P. peeblesianus, P. winkleri) je až 5 cm široký a 10 cm vysoký, v přírodě až ze 2/3 zanořený do půdy. U velkých druhů (P. nigrispinus, P. simpsonii, P. sileri) má až 20 cm v průměru, někdy je polokulovitý, u jiných forem protáhlý. P. simpsonii var. robustior může být i přes 30 cm vysoký. Žebra jsou zcela rozpadlá do bradavkovitých hrbolů. Areoly většinou málo vlnaté. Okrajové trny jsou přiléhavé, spíše slabší, přímé, světlé, bílé, našedlé, málo až středně pokrývající stonek. Centrální trny někdy chybí, jindy jsou silnější, odstávající. Slabé až vlasovité trny má P. paradinei (dříve rod Pilocanthus). Silné trny má P. silerii (dříve rod Utahia). Zajímavé, ploché, korkovité a výrazné centrální trny má P. peeblesianus s varietami (dříve rod Navajoa). Květy vyrůstají z centra temene, jsou 1,5 až 3 cm velké, přisedlé, trychtýřovitě polootevřené. Jsou porostlé šupinami, ale bez chlupů a vlny, holé. Jsou barvy žluté, krémové, růžové, červené, karmínové, někdy s tmavším středním proužkem. Semena jsou černá, relativně velká, 1 až 3 mm.

## Taxonomie
Rod popsali Briton a Rose při své velké revizi čeledě Cactaceae již v roce 1913. Rod byl dlouho na okraji zájmu. K rodu byly koncem minulého století přiřazeny další příbuzné rody Pilocanthus, Utahia a především ceněné miniaturní kaktusy rodu Navajoa. Monotypický rod Toumeya papyracantha byl řazen občas k pediokaktusům, ale většinou je řazen do rodu Sclerocactus. Diskutuje se možné sloučení rodu Pediocactus s blízce příbuzným rodem Sclerocactus.
Bylo pojmenováno více druhů, v současnosti jejich různá taxonomická uspořádání uvnitř rodu navrhli Edward Frederick Anderson, 2005, David Richard Hunt, 2006, nebo Fritz Hochstätter 2007.
- Pediocactus bradyi
- Pediocactus despainii
- Pediocactus hermannii
- Pediocactus knowltonii
- Pediocactus nigrispinus
- Pediocactus paradinei (synonymum Pilocanthus)
- Pediocactus peeblesianus (synonymum Navajoa)
  - Pediocactus peeblesianus subsp. fickeiseniorum (synonymum Navajoa)
- Pediocactus sileri (synonymum Utahia)
- Pediocactus simpsonii
  - Pediocactus simpsonii var. bensonii
  - Pediocactus simpsonii var. minor 
  - Pediocactus simpsonii var. robustior
- Pediocactus winkleri

## Pěstování
Pediokaktusy jsou velmi obtížně pěstovatelné. Jednotlivé druhy mají velmi specifické nároky, které je nutné splnit. Typická je pro ně letní stagnace, klidové období v létě, kdy ostatní kaktusy rostou. Mnoho druhů nasazuje poupata už na podzim, probouzí se a kvete na přechodu jara a zimy. Okruh P. simpsonii má obrácený růstový cyklus, v Česku roste od podzimu do jara, avšak patří k odolným zimovzdorným kaktusům.
Semena klíčí dosti neochotně. Používá se tepelná stimulace, střídání chladu a tepla, nebo skarifikace - mechanické narušení osemení. Semenáčky se většinou roubují na zimovzdorné podnože. Pediokaktusy jsou náchylné k plísňovým chorobám.
Jako zimovzdorné, schopné přečkat naši zimu ve venkovní výsadbě jsou uváděny druhy Pediocactus simpsonii, P. bradyi, P. knowltonii.
Jako mrazuvzdorné druhy, schopné přečkat mrazy při ochraně proti vlhkosti pod krytem nebo v nevytápěném skleníku jsou uváděny Pediocactus nigrispinus, P. sileri, P. paradinei, P. winkleri.
U obou skupin se doporučuje roubování na zimovzdorné podložky, např. opuncie, echinocereusy. Pro vzácnost rostlin jsou zkoušky a pokusy s nimi omezené.

## Galerie

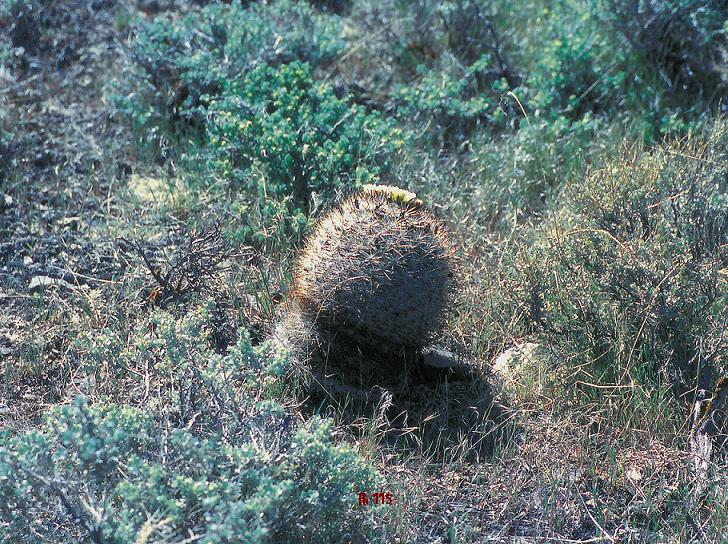
Pediocactus simpsonii subsp. robustior může být i přes 30 cm vysoký.
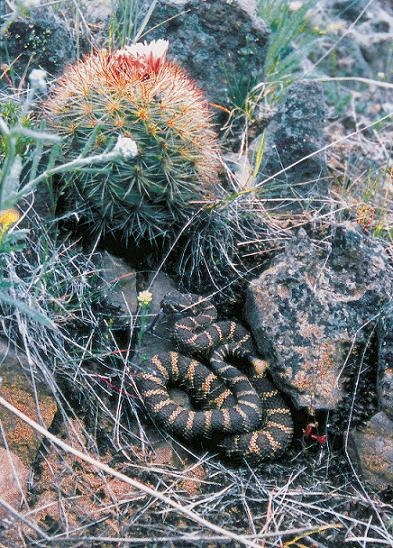
Velký Pediocactus nigrispinus poskytl úkryt chřestýši.
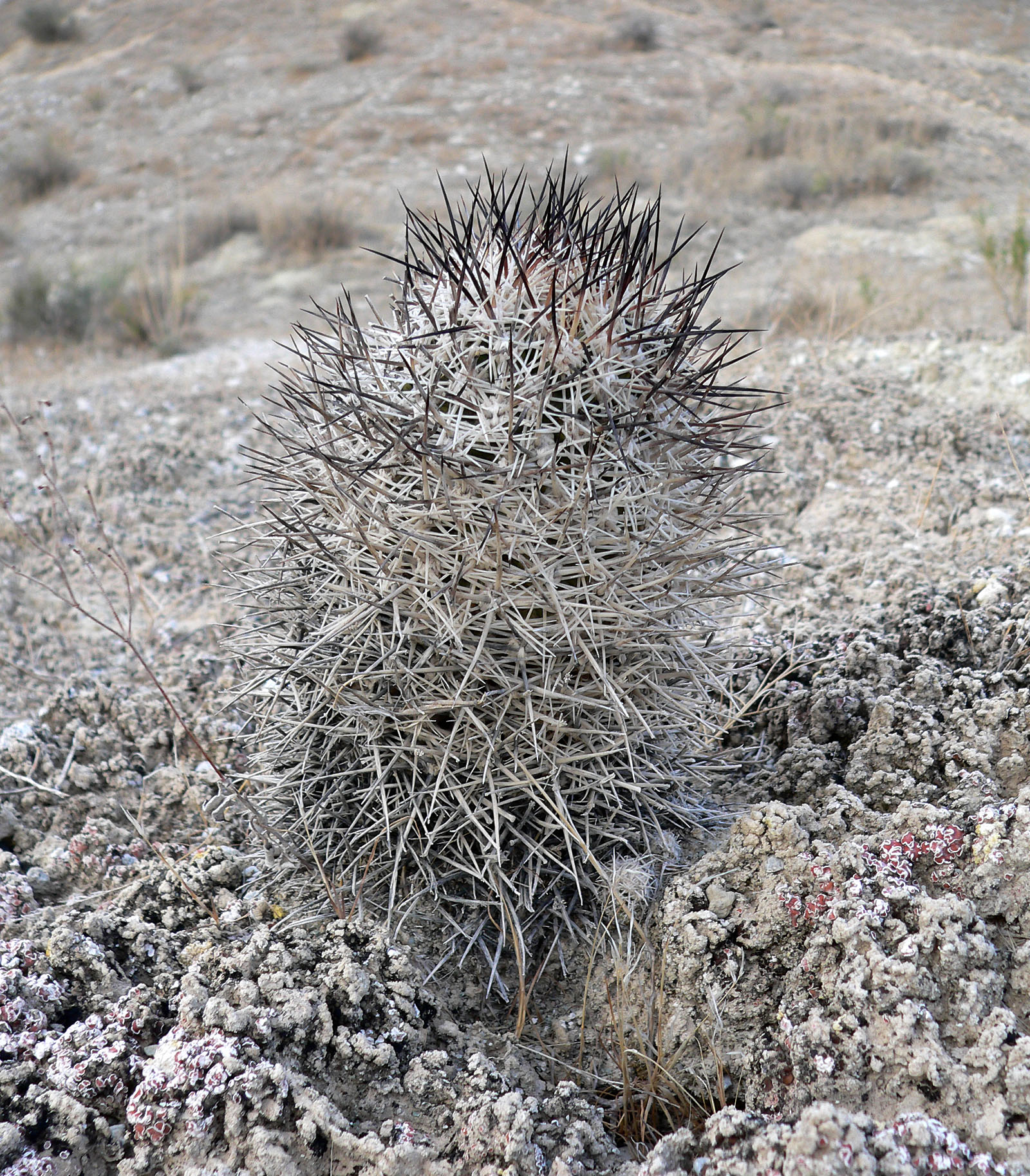
Pediocactus sileri (Utahia) má nejmohutnější otrnění jehož zbarvení plně odpovídá podkladu.
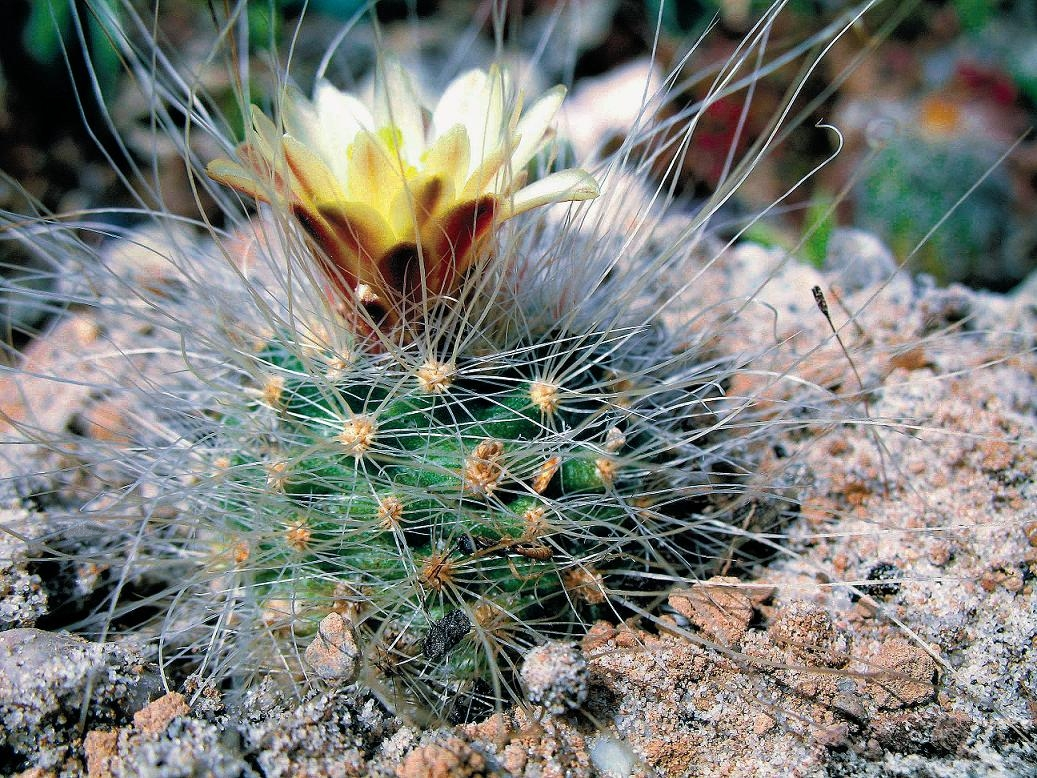
Pediocactus paradinei (Pilocanthus) má nejdelší vlasovité otrnění. Kulturní rostlina.
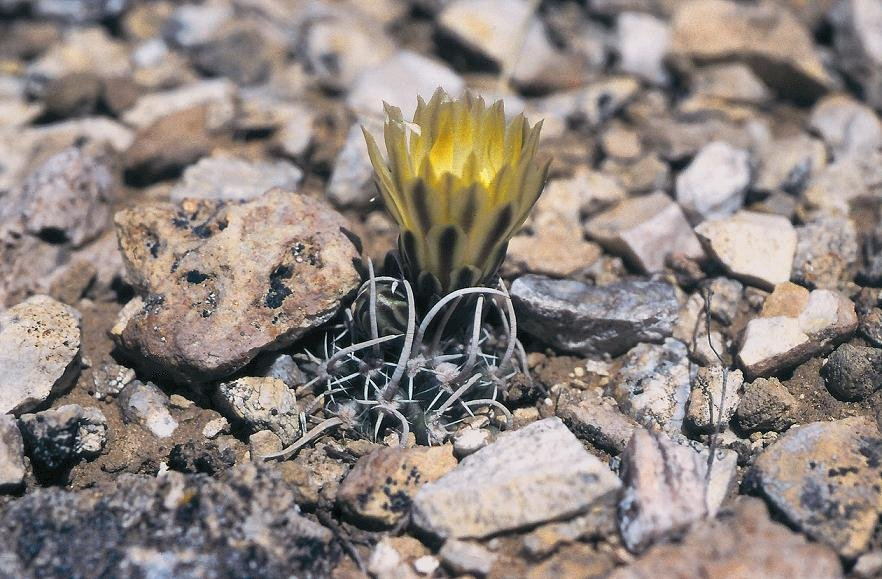
Pediocactus peeblesianus subsp. fickeiseniorum (Navajoa) má zajímavé dlouhé korkovité trny.
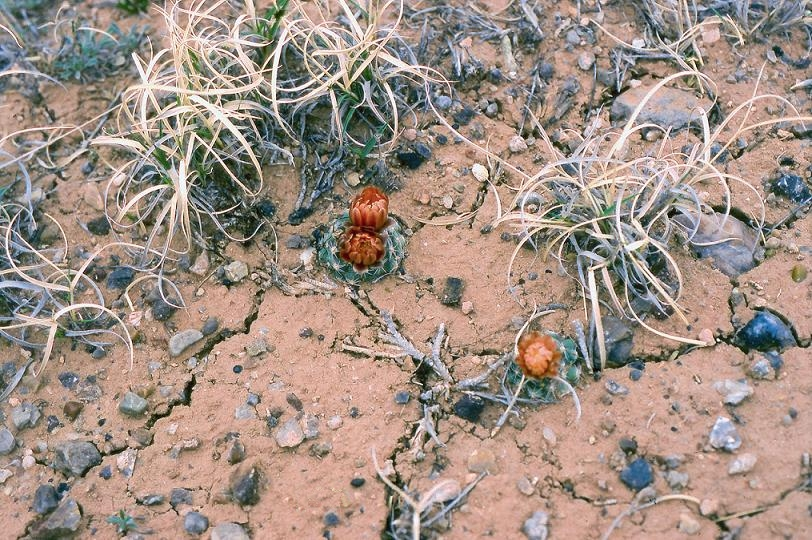
Pediocactus despainii je malý druh z poříčních nánosů.
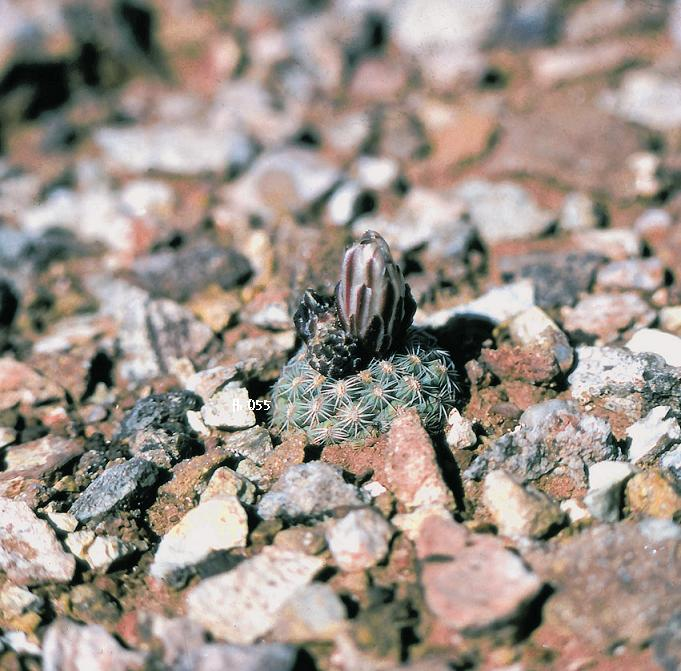
Pediocactus bradyi rostoucí v říčních nánosech.
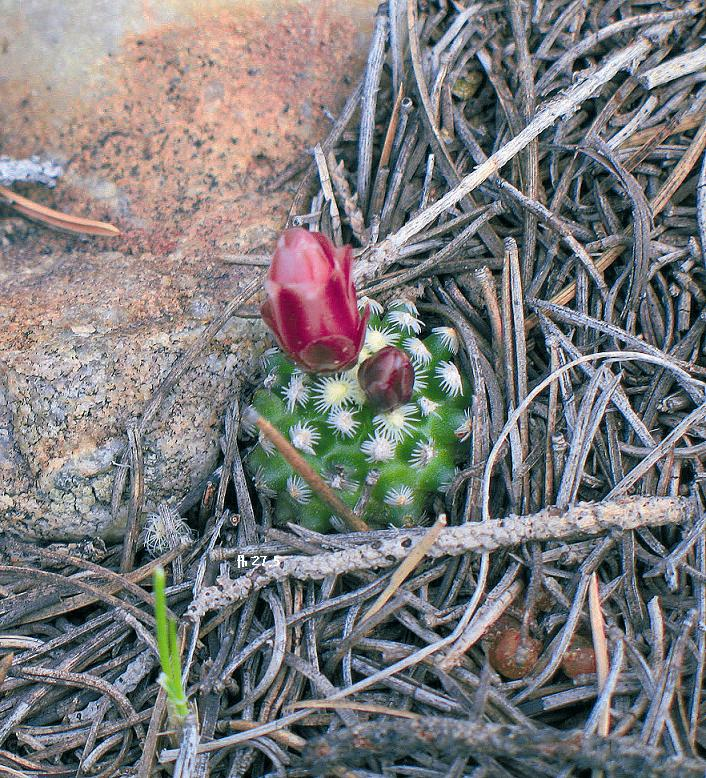
Pediocactus knowltonii, další malý druh. Vpravo dole dva čerstvé semenáčky, vlevo dole jeden starší semenáček.
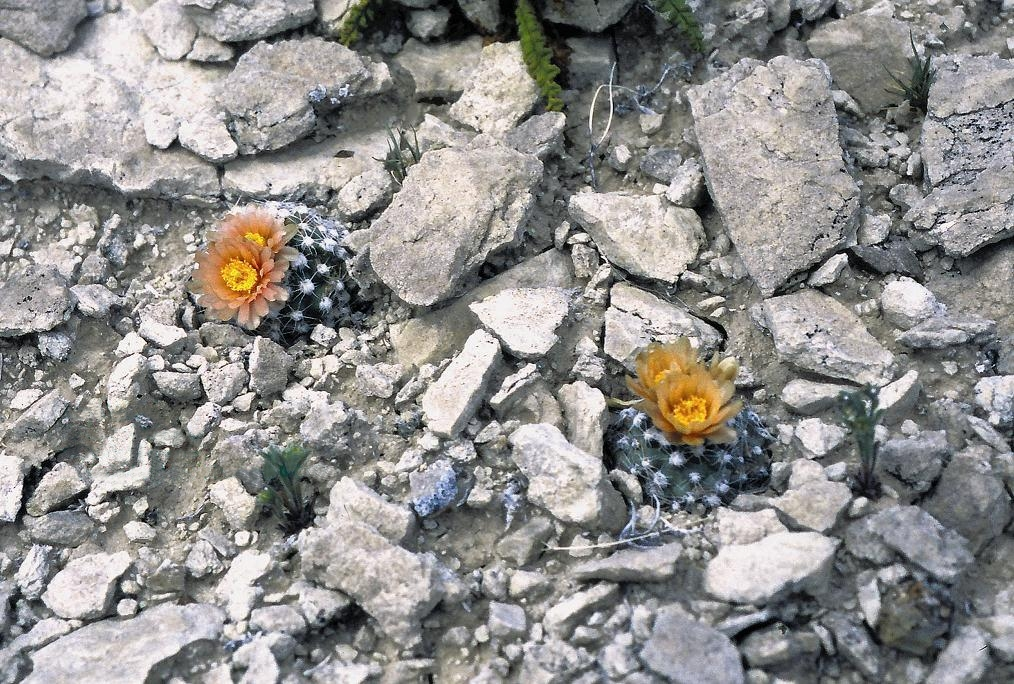
Kvetoucí Pediocactus winkleri na nalezišti.
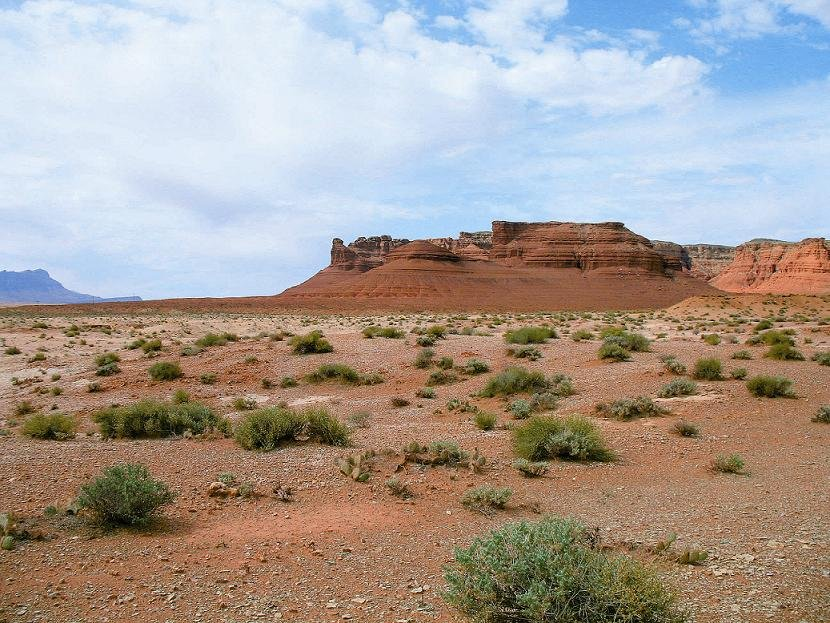
Úchvatná scenérie lokality Pediocactus bradyi s říčními nánosy.
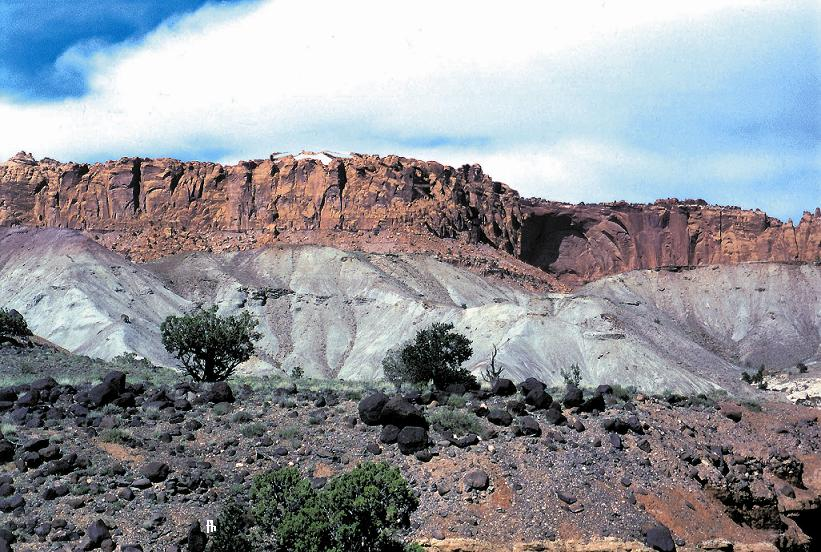
Lokalita Pediocactus winklerii s mírnými svahy v říčním údolí.